# جيمس ريد (ممثل)
جيمس ريد هو عارض ولاعب كاراتيه وكاتب أغاني ومغني وممثل فلبيني، ولد في 11 مايو 1993 في أستراليا.

## وصلات خارجية
- جيمس ريد على موقع IMDb (الإنجليزية)
- جيمس ريد على موقع ميوزك برينز (الإنجليزية)
- جيمس ريد على موقع قاعدة بيانات الفيلم (الإنجليزية)
- جيمس ريد على موقع كينوبويسك (الروسية)